# Чортів п'яниця
«Чортів п'яниця» («Чёртов пьяница») — радянський художній фільм 1991 року, знятий режисером Юрієм Манусовим на Творчому об'єднанні «Грааль».

## Сюжет
Легка та невибаглива комедія, в основі якої анекдот: одного разу в токарному верстаті було виявлено пляшку горілки.

## У ролях
- Спартак Мішулін — Степан Додонишкін, токар
- Петро Щербаков — директор
- Наталія Хорохоріна — Дуся
- Вадим Захарченко — Яша
- Валерій Войтюк — роль другого плану
- Юрій Саранцев — Буйлов
- Віктор Рухманов — роль другого плану
- Ольга Суркова — роль другого плану
- Борис Гітін — Абрам Ісаакович, бухгалтер
- Володимир Смирнов — роль другого плану
- Володимир Ширяєв — роль другого плану
- Валерій Бассель — роль другого плану
- Василь Гуляєв — роль другого плану
- Сергій Зінченко — роль другого плану
- Тетяна Макуцинська — роль другого плану
- Віктор Павловський — роль другого плану
- Олександр Філатов — роль другого плану
- Софія Бєльська — епізод
- Альберт Каспарянц — епізод
- Євген Котов — епізод
- Юрій Лопарьов — епізод
- Ольга Пушна — епізод
- Ігор Тільтіков — епізод
- Віктор Раду — епізод

## Знімальна група
- Режисер — Юрій Манусов
- Сценарист — Юрій Манусов
- Оператор — Сергій Колбіньов
- Композитори — Віктор Голубець, Георгій Черкасов
- Художник — Віктор Фомін